# رودسيا الجنوبية في الحرب العالمية الثانية

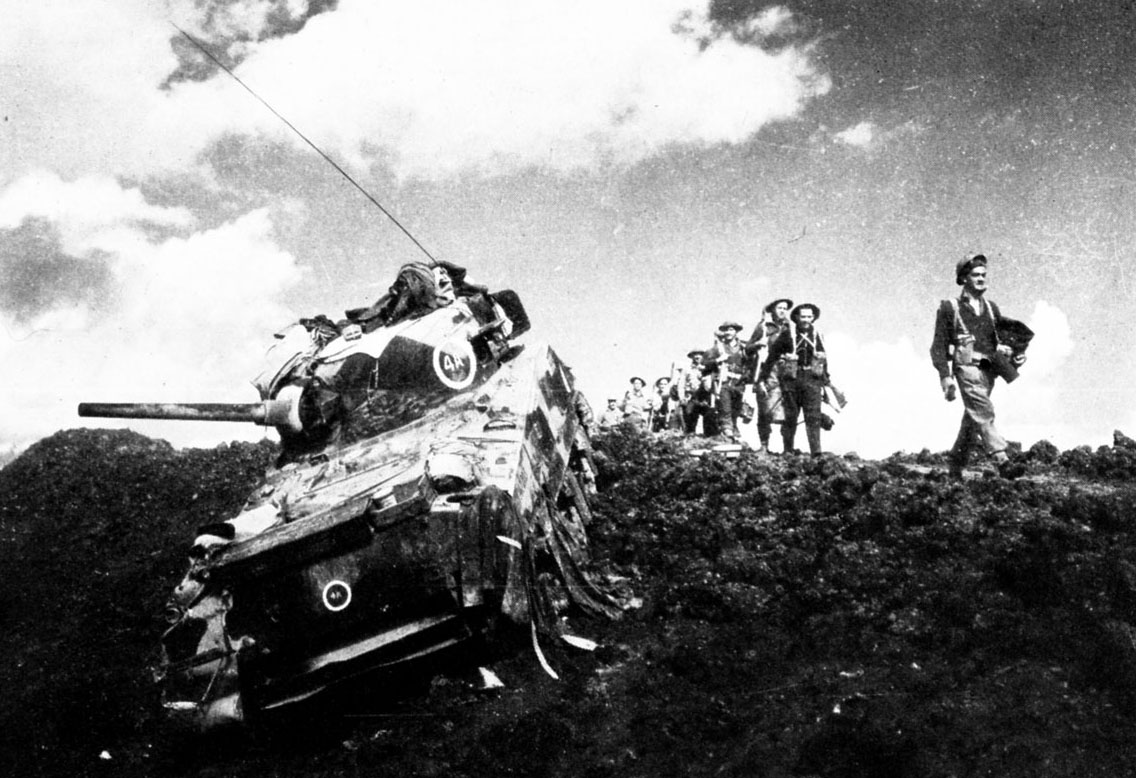
دبابة شيرمان رودسية جنوبية من كتيبة الخدمة الخاصة خلال الحملة الإيطالية

دخلت رودسيا الجنوبية، التي أصبحت لاحقًا مستعمرة بريطانية ذات حكم ذاتي، الحرب العالمية الثانية إلى جانب بريطانيا بعد غزو بولندا عام 1939. عند نهاية الحرب، خدم 26,121 من سكان رودسيا من جميع الأعراق في القوات المسلحة، 8,390 منهم خارج البلاد، يخدمون في المسرح الأوروبي ومسرح المتوسط والشرق الأوسط وشرق أفريقيا وبورما وأماكن أخرى. تُعد أهم مشاركة لتلك المقاطعة في الحرب مساهمتها في برنامج التدريب الجوي الإمبراطوري، وفيه تدرب 8,235 طيار بريطاني ومن دول الكومنولث ومن دول الحلفاء في مدارس القتال في رودسيا الجنوبية. كانت خسارة المستعمرة العملياتية 916 قتيل و483 جريح خلال الحرب من كل الأعراق.
لم تمتلك رودسيا الجنوبية أي سلطة ديبلوماسية، لكنها أشرفت بشكل كبير على مساهماتها الخاصة من الرجال والمواد في المجهود الحربي، إذ كانت مسؤولة عن الدفاع عن أراضيها. وزِع الضباط والجنود الرودسيون في مجموعات صغيرة في القوات البريطانية والأفريقية في محاولة لمنع خسارة كبيرة في الأرواح. خدم معظم رجال المستعمرة في بريطانيا وشرق أفريقيا والبحر المتوسط، وخاصةً في البداية في انتشار متفرع واسع حدث عام 1942. كان معظم رجال الخدمة الرودسيين في المناطق العملياتية من الأقلية البيضاء إلى جانب فوج البنادق الأفريقية الرودسية المكون من قوات من السود وضباط بيض، الذي يوفر الاستثناء الأساسي في بورما في أواخر عام 1944. خدم رجال خدمة غير بيض ونساء الخدمة في شرق أفريقيا وعلى الجبهة الأساسية داخل رودسيا الجنوبية. جُند عشرات آلاف السود من المجتمعات الريفية للعمل، أولًا في المطارات ولاحقًا في المزارع المملوكة من قبل البيض.
دفعت الحرب العالمية الثانية إلى تغييرات أساسية في السياسة العسكرية والاقتصادية لرودسيا الجنوبية، وسرّعت عملية الانتقال إلى التصنيع. وفرت مساهمة رودسيا الجنوبية في برنامج التدريب الجوي الإمبراطوري تطويرات في الاقتصاد والبنية التحتية وأدت إلى هجرة عدد من الطيارين في فترة ما بعد الحرب، ما ساهم في نمو عدد السكان البيض عام 1951 إلى ضعف العدد الذي كان قبل الحرب. بقيت الحرب بارزةً في الوعي الشعبي لعقود لاحقة. منذ إعادة تكوين البلاد لتصبح زيمبابوي عام 1980، أزالت الحكومة الجديدة مراجعًا كبيرة عن الحروب العالمية، مثل النصب التذكارية واللوحات من المشاهدة العامة، إذ اعتبرتهم بقايا غير مرحب بها تُذكر بحكم الرجل الأبيض والكولنيالية. لا يوجد إحياء ذكرى رسمي لقتلى رودسيا الجنوبية في الحرب، لا في زيمبابوي أو خارج البلاد.

## خلفية تاريخية

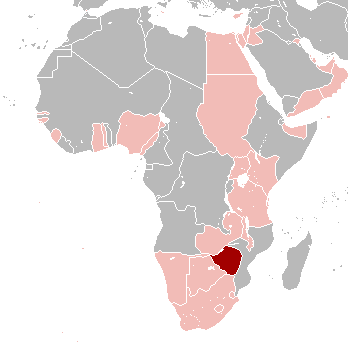
رودسيا الجنوبية (بالأحمر) وأقاليم الكومنولث الأخرى (بالوردي)

عندما اندلعت الحرب العالمية الثانية عام 1939، كانت إقليم رودسيا الجنوبية الواقع في منطقة أفريقيا الجنوبية مستعمرة ذات حكم ذاتي تابع للملكة المتحدة لستة عشرة عام، وكسب حكومة مسؤولة عام 1923. كانت رودسيا الجنوبية فريدةً في الإمبراطورية البريطانية والكومنولث إذ امتلكت سلطات مستقلة (بما في ذلك الدفاع ولكن ليس الشؤون الخارجية) بينما تفتقر لوضع الدومنينون (دولة مستقلة عن بريطانيا). عمليًا، تصرفت رودسيا الجنوبية كدولة دومينيون تقريبًا وعوملت على هذا الأساس بطرق مختلفة من قبل بقية دول الكومنولث. كان عدد السكان البيض في رودسيا الجنوبية عام 1939 يبلغ 67 ألف وهم أقلية تبلغ نسبتهم 5% من السكان، بينما يبلغ عدد السكان السود أكثر من مليون شخص، وكان هناك حوالي 10 آلاف مقيم من إثنيات ملونة (مختلطة) أو هندية. كان حق الانتخاب لا يخضع لمعايير عنصرية ومفتوح من الناحية النظرية للجميع، ويتوقف على تلبية المؤهلات المالية والتعليمية، ولكن من الناحية العملية كان عدد قليل جدًا من المواطنين السود في القائمة الانتخابية. كان رئيس وزراء المستعمرة غودفري هوجنز، طبيبًا وجنديًا سابقًا في الحرب العالمية الأولى (1914-1918) هاجر إلى إنجلترا من رودسيا عام 1911 وتولى منصبه منذ عام 1933.
كانت مساهمة الإقليم للقضية البريطانية في الحرب العالمية الأولى كبيرة نسبةً إلى نسبة السكان البيض فيها، رغم أن القوات كانت تُنشئ من الصفر إذ لم يوجد جيش محترف متأهب يلبي الطلب. منذ بداية الحكومة الذاتية عام 1923، نظمت رودسيا الجنوبية فوج رودسيا المكون من البيض فقط ليكون قوة دفاعية دائمة، ويتممه محليًا وجزئيًا الشرطة البريطانية الجنوب أفريقية شبه العسكرية. تألف فوج رودسيا من حوالي ثلاثة آلاف رجل، بما في ذلك الاحتياط عام 1938. أرسلت البلاد قوات من السود خلال الحرب العالمية الأولى، ولكن منذ ذلك الحين احتفظت بها فقط داخل الشرطة البريطانية الجنوب أفريقية. كان هناك نواة من الطيارين لتشكيل سلاح الجو لرودسيا الجنوبية، الذي كان في أغسطس 1939 يتألف من سرب واحد من 10 طيارين وثماني طائرات هوكر هاردي، ومقرها في مطار بلفيدير بالقرب من سالزبوري.
أقنع احتلال ألمانيا النازية لتشيكوسلوفاكيا عام 1939 هوجينز أن الحرب وشيكة. دعى هوجنز، الذي كان يسعى إلى تجديد تفويض حكومته لتخطي إجراءات الطوارئ، لانتخابات مبكرة وفاز فيها حزبه الموحد بأغلبية زائدة. أعاد هوجنز تنظيم حكومته على أساس حربي، إذ عين ويزر العدل روبرت تريدغولد وزيرًا للدفاع أيضًا. اقترحت البلاد إرسال قوات ليس فقط للأمن الداخلي بل للدفاع عن المصالح البريطانية في أقاليم ما وراء البحار. خُطط لتشكيلات روديسية مستقلة، بما في ذلك وحدة استطلاع ميكانيكية، لكن تريدغولد عارض ذلك. متتذكرًا الخسائر الكارثية التي عانت منها وحدات مثل فوج نيوفاوندلاند الملكي ولواء المشاة الجنوب أفريقي الأول على الجبهة الغربية في الحرب العالمية الأولى، جادل تريدغولد في أن هزيمة أو هزيميتين ثقيلة للواء رودسيا الجنوبي الأبيض قد تتسبب في خسائر معيقة ولا رجعة في آثارها على البلد ككل. اقترح بدلاً من ذلك التركيز على تدريب الروديسيين البيض على الأدوار القيادية والوحدات المتخصصة، وتفريق رجال المستعمرة عبر قوات التحالف في مجموعات صغيرة. قوبلت هذه الأفكار بالموافقة في كل من ساليسبري ولندن واعتُمدت.
ضُمنت رودسيا الجنوبية تلقائيًا في أي إعلان حرب بريطاني بسبب افتقارها إلى السلطات الدبلوماسية، لكن ذلك لم يمنع الحكومة الاستعمارية من محاولة إظهار ولائها واستقلالها التشريعي من خلال الاقتراحات والإيماءات البرلمانية الداعمة. تحرك برلمان رودسيا الجنوبية بالإجماع لدعم بريطانيا في حالة الحرب خلال جلسة خاصة في 28 أغسطس 1939.

## اندلاع الحرب
عندما أعلنت بريطانيا الحرب على ألمانيا في 3 سبتمبر 1939 بعد غزو بولندا، أصدرت رودسيا الجنوبية إعلان الحرب الخاص بها مباشرةً، قبل أن تفعل أي من الدمينونات. دعم هوجنز التعبئة العسكرية الكاملة والحرب حتى النهاية، قائلاً للبرلمان إن الصراع كان صراعاً للنجاة في رودسيا الجنوبية وكذلك في بريطانيا. قال إن هزيمة الدولة الأم لن تترك سوى القليل من الأمل للمستعمرة في عالم ما بعد الحرب. كان هذا الموقف مدعومًا بالإجماع تقريبًا من قبل السكان البيض، وكذلك معظم المجتمع الملون، رغم الذكريات الحديثة عن الحرب العالمية الأولى، كان هذا أكثر من شعور بالواجب الوطني وأكثر من الحماس للحرب في حد ذاتها. لم يول معظم السكان السود اهتمامًا كبيرًا لاندلاع الحرب.